# 郭璞

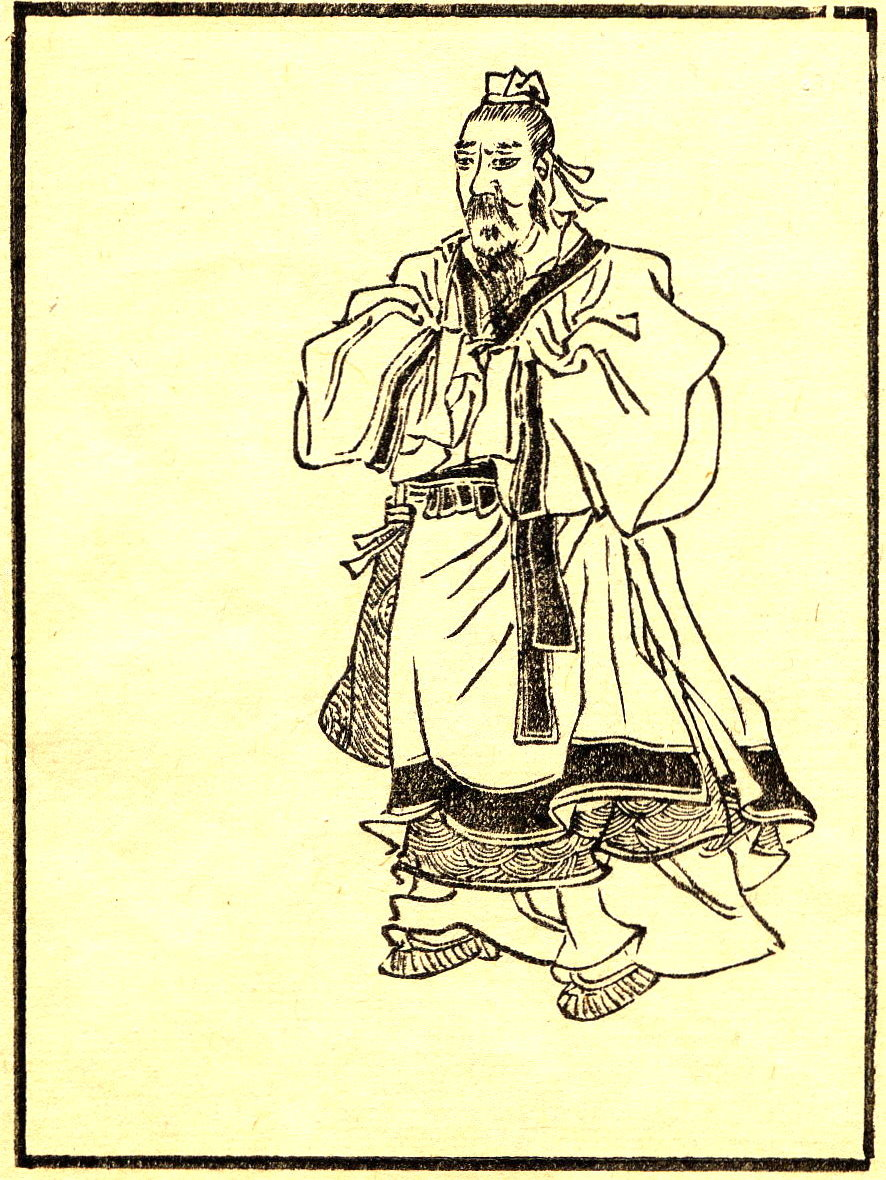
郭璞 / 『列仙酒牌』

郭 璞（かく はく、276年 - 324年）は、中国西晋・東晋の文学者・卜者。字は景純。河東郡聞喜県の人。文才と卜占の術により建国まもない東晋王朝の権力者たちに重用され、史書や『捜神記』などの志怪小説では、超人的な予言者・妖術師として様々な逸話が残されている。卜占・五行・天文暦法に通ずるのみならず、古典にも造詣が深く、『爾雅』『方言』『山海経』に注したことで知られる。文学作品では「遊仙詩」「江賦」などが代表作とされる。

## 生涯
寒門の家に生まれ、訥弁であったが、博学で文章に巧みであった。また郭公なる人物から『青嚢中書』という書物を授かり、これによって五行・天文・卜筮のあらゆる術に通じ、いにしえの京房や管輅をも凌ぐほどであったという。
八王の乱により中原が戦乱に見舞われると、郭璞は筮竹で将来を占い、この地が遠からず異民族に蹂躙されることを予見した。そこで親類・友人たち数十家とともに江南に避難した。史書によると、江南までの道中、様々な術や予言を行い、それによって難を逃れたという。
江南に来た郭璞は、その後、司馬睿（後の東晋の元帝）の腹心王導に招かれ、彼の参軍となり、その卜筮の術によって大いに重用された。司馬睿が皇帝に即位する前後、その将来を占い、銅鐸の出土や泉の出現などの東晋中興の正統性を裏付ける瑞祥を予見し、司馬睿の寵愛も受けるに至った。
東晋が建国されると、郭璞は「江賦」「南郊賦」を献上し、それらは世間で大いに評判になった。元帝にも賞賛され、著作左郎に任じられ、ついで尚書郎に移った。皇太子司馬紹（後の明帝）からは、その才能と学識を尊敬され、当時の有力者であった温嶠・庾亮らと同等の待遇を受けた。
太寧2年（324年）、王敦が再び反乱を企て、郭璞にその成否を占わせたところ「成る無し」の結果がでた。王敦はかねてから郭璞が温嶠・庾亮らと親しく、彼らに自らの討伐をそそのかしていると疑っていたので、占いの結果に激怒し郭璞を処刑した。享年49。王敦の乱が平定されると、弘農郡太守を追贈され、子の郭驁が父の後を継いで、官位は臨賀郡太守に至った。

## 著作
- 『山海経』 - 彼が注釈をつけたものが現在の通行本である。

## 著名な作品
| 遊仙詩 其一（遊仙詩 其の一） |                                      |
| 原文                         | 書き下し文                           |
| 京華遊俠窟                   | 京華は遊侠の窟                       |
| 山林隱遯棲                   | 山林は隠遯の棲                       |
| 朱門何足榮                   | 朱門 何ぞ栄とするに足らん            |
| 未若託蓬萊                   | 未だ蓬萊に託すに若かず               |
| 臨源挹清波                   | 源に望んで清波を挹（く）み           |
| 陵崗掇丹荑                   | 崗に陵（のぼ）りて丹荑を掇（ひろ）う |
| 靈谿可潛盤                   | 霊谿 潜盤すべし                      |
| 安事登雲梯                   | 安んぞ雲梯に登るを事とせん           |
| 漆園有傲吏                   | 漆園に傲吏有り                       |
| 萊氏有逸妻                   | 萊氏に逸妻有り                       |
| 進則保龍見                   | 進めば則ち龍見を保ち                 |
| 退為觸藩羝                   | 退けば触藩の羝（ひつじ）と為る       |
| 高蹈風塵外                   | 風塵の外に高踏し                     |
| 長揖謝夷齊                   | 長揖して伯夷・叔斉に謝せん           |

## 伝記資料
- 『晋書』巻72